# Santuario y Monasterio de Las Nazarenas

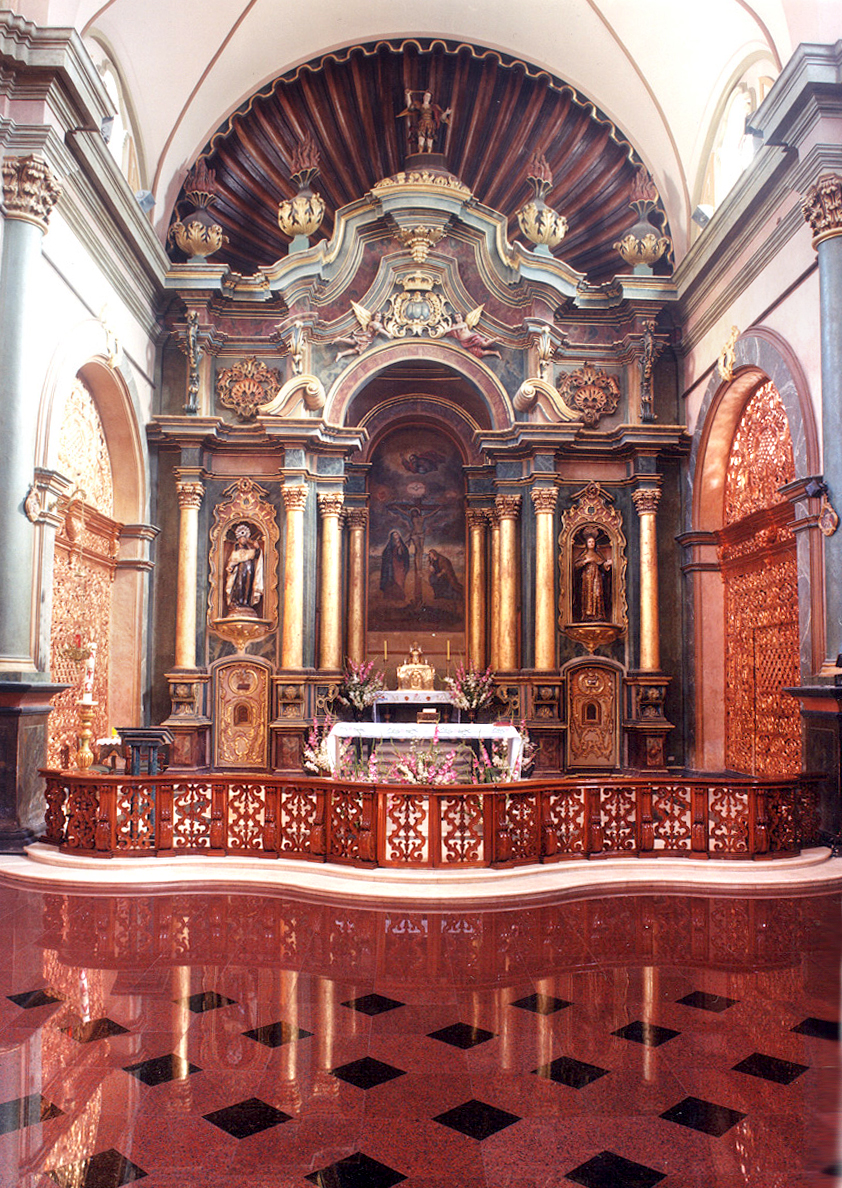
Altar Mayor, Presbiterio y Mural Señor de los Milagros del Santuario de Las Nazarenas

El Insigne Santuario Nacional y Monasterio de Las Nazarenas es un complejo religioso dedicado al culto del Patrón del Perú, el Señor de los Milagros regentado por las Madres Nazarenas Carmelitas Descalzas. Está ubicado en el rectángulo cuyo contorno incluye la avenida Tacna, los jirones Huancavelica y Chancay, y la avenida Emancipación, en la antigua zona de Pachacamilla, luego Cuartel Primero, en el centro histórico de Lima, en la ciudad de Lima, capital del Perú.

## Descripción

### Santuario de Las Nazarenas
El Templo o Santuario de Las Nazarenas, en cuyo Altar Mayor se encuentra la Sagrada Imagen del Señor de los Milagros, tiene sus orígenes en esta antigua representación del Cristo en la Cruz, pintada en un humilde muro de un galpón por un esclavo angoleño en la Lima del siglo XVII.
Un fuerte terremoto que asoló Lima el 14 de noviembre de 1655, con grandes pérdidas humanas y materiales, dio origen a esta devoción, al observarse que milagrosamente el muro donde estaba pintada la imagen del Cristo Moreno quedó incólume.
Don Sebastián de Antuñano y Rivas puso el empeño y dedicación para la construcción del Santuario del Señor de los Milagros. El 5 de julio de 1684, compró los terrenos aledaños a la zona para edificar la primera iglesia del Cristo Moreno que sufriría graves daños por el tiempo y los terremotos que se sucedieron.
Por iniciativa del virrey Manuel Amat y Juniet —quien colaboró con un óbolo anual y los estudios técnicos— y dado que la primera edificación tuvo que ser prácticamente demolida en 1746, se construyó un nuevo templo que fue inaugurado el 20 de enero de 1771.
Debido a los movimientos sísmicos que sacuden Lima de tiempo en tiempo, este templo ha sufrido numerosas remodelaciones. De la pequeña capilla inicial, se tiene en la actualidad un templo de notable y hermosa arquitectura manteniendo el original estilo rococó.
Cada año el Santuario recibe a innumerables fieles al Cristo Moreno, que animados de fe desean admirar la imagen original que el esclavo negro pintara hace más de 363 años y que permanece incólume hasta nuestros días, como muestra milagrosa de un regalo divino a la ciudad de Lima.
En sus altares menores se veneran a: Jesús Nazareno, Nuestra Señora del Carmen, San Martín de Porres, Santa Teresa del Niño Jesús, San Joaquín, San José, Santo Toribio de Mogrovejo, Santa Rosa de Lima, Niño Jesús de Praga. En su cúpula está circundado por San Mateo, San Marcos, San Lucas y San Juan. En el altar mayor, se alza imponente San Miguel Arcángel, y acompañan al Cristo Moreno en las hornacinas laterales; San Juan de la Cruz y Santa Teresa de Ávila.
El interior del templo, se encuentra diseñado en el estilo Rococó, y en él es posible observar piezas como el púlpito de perfil bulboso, libre de tallados; y en los muros, en sus respectivos altares, las pinturas y esculturas, de santos, santas y vírgenes, entre los cuales, resaltan, además del “Señor de los Milagros”, las esculturas de “San Joaquín” y “San José” cuyo origen data del siglo XVII, y que presenta un marcado estilo Barroco.

### Monasterio de Las Nazarenas
Ubicado junto al templo, el monasterio de las Nazarenas es el refugio de las Madres Carmelitas Descalzas Nazarenas. El 12 de octubre de 1700, Sebastián de Antuñano, promotor de la primera iglesia, donó tanto la Iglesia como los terrenos adyacentes a las beatas del antiguo Instituto o Beaterio Nazareno, quienes vestían el hábito morado, que dieron origen a los hábitos del color tradicional usado por los devotos del Señor de los Milagros.
Estas beatas tomaron como regla la carmelitana y así lograron elevar el beaterio a la condición de monasterio. Al morir la Madre Antonia Lucía del Espíritu Santo, fundadora del Beaterio, designa como superiora a Sor Josefa de la Providencia quien, tras 18 años de lucha, consiguió que en 1720 el rey de España, Felipe V, y el papa Benedicto XIII, en 1727, otorgaran la licencia y aprobación para la fundación del Monasterio de las Nazarenas y su transformación en el monasterio de clausura agregado a la orden de las Carmelitas Descalzas, quedando oficialmente inaugurado el Monasterio el 11 de marzo de 1730.
Actualmente las Madres Carmelitas Descalzas Nazarenas —que continúan usando el hábito morado en vez del tradicional marrón carmelitano— son las únicas guardianas y custodias del Señor de los Milagros.
Debido al fuerte sismo del 17 de octubre de 1966 el antiguo monasterio quedó en estado ruinoso por lo que dos años más tarde se edificó uno prácticamente nuevo, en el que las "Fieles Guardianas y Cuidadoras" del Señor de los Milagros viven dedicadas tanto a la contemplación y a la oración como al servicio del prójimo. La historia del Templo de Nazarenas, que alberga hoy a la sagrada imagen del Señor de los Milagros, es casi tan antigua como la imagen misma. Tal como consta en la historia del Señor de los Milagros, la sagrada imagen fue pintada en el muro de una barraca por un esclavo angoleño. En 1655 un fuerte terremoto asoló Lima causando cuantiosas perdidas humanas y materiales. Las precarias viviendas de los esclavos angoleños cayeron por los suelos. Pero milagrosamente el muro donde estaba plasmada la imagen del Cristo Morado quedó intacto.

## Historia

### Nuevas obras
Debido al gran número de fieles que llega al templo durante todo el año y que en el mes de octubre se convierte en un gran mar humano, las Madres Carmelitas Descalzas Nazarenas decidieron ampliar la capacidad del templo.
- Estos nuevos proyectos comenzaron el 13 de septiembre de 1966, con la llegada de cuatro religiosas provenientes de Vitoria, España. Quedando dos de ellas radicadas en Lima: Sor María Soledad de Nuestra Señora, fallecida el 21 de septiembre de 2018 y Sor María Rosa del Pilar, fallecida el 16 de septiembre de 2010, ambas se desempeñaron desde entonces como Priora y Vicaria del Monasterio. Posteriormente Sor Carmen de la Eucaristía y Sor Juana María de la Cruz retornaron años después a su lugar de origen. Llegadas a los pocos días el 17 de octubre, un pavoroso terremoto destruyó lo poco que estuvo en pie luego de la reconstrucción de 1955 provocado por el sismo del 24 de mayo de 1940.

- Luego de decisiones y acciones tomadas, se pudo iniciar la reparación total del monasterio quedando totalmente terminado y bendecido el 9 de octubre de 1968 por el entonces cardenal Juan Landázuri Ricketts. También se inauguró el Edificio Astoria, construido contiguamente del complejo religioso.

- En 1980 se inauguró el enrejado del Santuario de Nazarenas de estilo rococó que va de acuerdo a la época de construcción del Santuario.

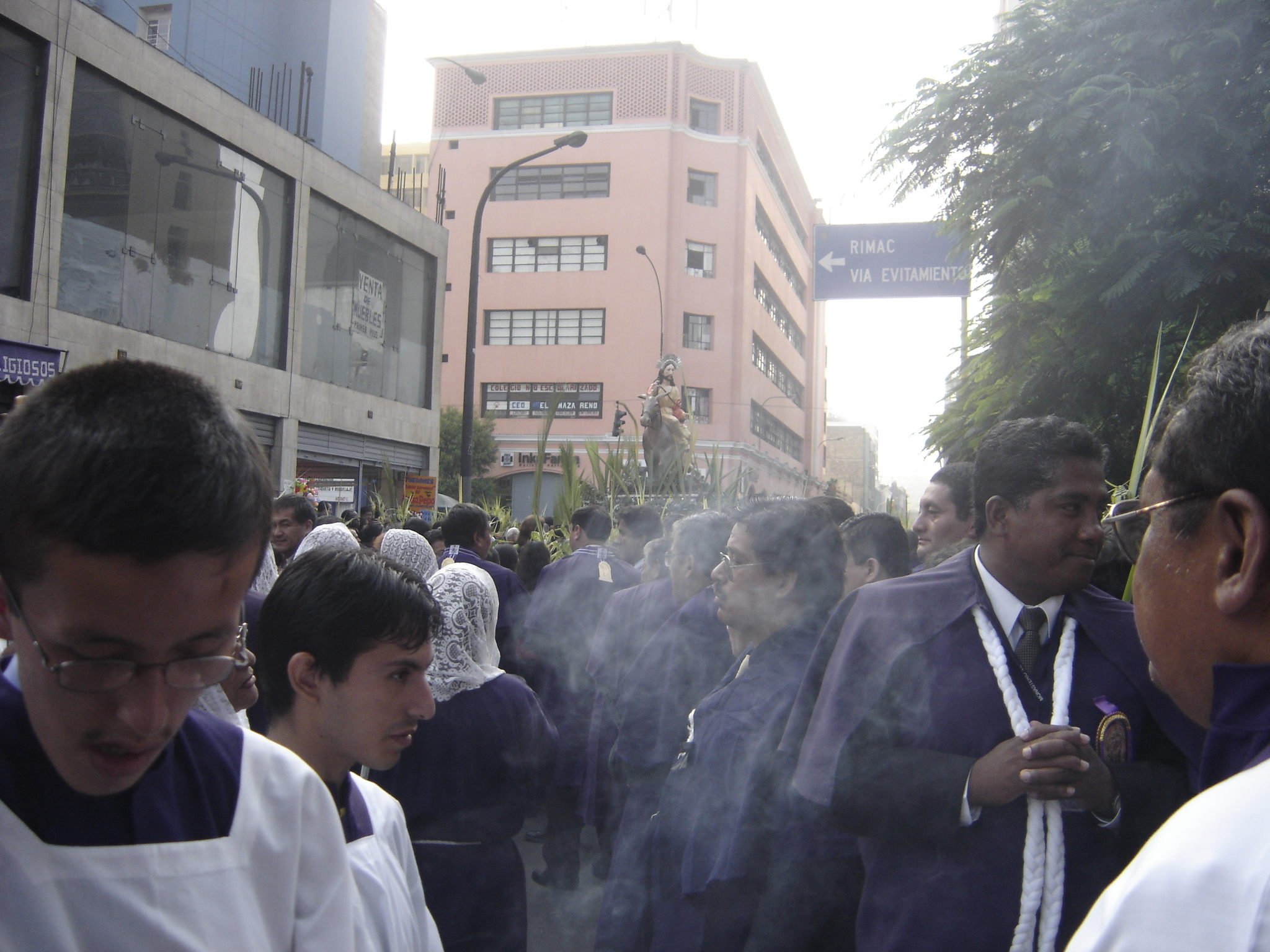
Procesión del Señor del Triunfo, realizado el domingo de Ramos

- En 1987 se empezó a construir la Capilla de la Reconciliación que fue concluida en 1989. La moderna construcción, diseño del arquitecto José Antonio Vallarino, ha merecido importantes galardones por su respetuosa arquitectura: en 1992 ganó el Hexágono de Oro en la VIII Bienal de Arquitectura convocada por el Colegio de Arquitectos del Perú y en 1993 ganó la Bienal de Arquitectura de Quito. Es un complejo con más de 2,500 metros cuadrados y con capacidad para 500 personas. Cuenta con 8 confesionarios y su nave está presidida por un imponente Cristo de estilo manierista. Octubre a octubre esta edificación recibe a miles de penitentes que acuden para recibir el sacramento de la reconciliación —de ahí el nombre de la capilla—.

- De abril a septiembre de 1991 se efectuó en el Museo Pedro de Osma, la restauración del lienzo procesional del Señor de Los Milagros.

- De febrero a septiembre de 1992 se efectuó en el Museo Pedro de Osma, la restauración del lienzo procesional de Nuestra Señora de La Nube.

- De febrero a junio de 1993, se procedió a la tercera restauración y consolidación del Mural Milagroso.

- De 1994 hasta 1999, se llevó a cabo la restauración del Santuario de Nazarenas, siendo bendecida la obra el 14 de septiembre de 1999.

- El 14 de noviembre del 2001 se inauguró el sistema de iluminación del Santuario de Las Nazarenas con presencia de los Reyes de España, del Presidente español José María Aznar, Autoridades Eclesiásticas y Civiles de Lima.

- Del 2002 hasta el 2011, se llevó a cabo la restauración de los ambientes, muebles, obras artísticas del Monasterio y concluyó el trabajo de casi 19 años con la refacción y pintado de la fachada del templo.

- En julio de 2002, se empiezan a celebrar los cultos en honor a Nuestra Señora del Carmen, quien recorre procesionalmente el perímetro del Santuario el penúltimo domingo del mes.

- Del 2013 al 2014, se llevó a cabo la construcción y posterior inauguración del Museo del Señor de los Milagros, donde se exhiben preciados tesoros litúrgicos del siglo XVII, hasta ornamentos utilizados para los atavíos de los lienzos procesionales.

- En octubre de 2013, se lanza la plataforma virtual Nazarenas TV, misma que transmite las misas y jornadas procesionales en tiempo real.

Para sus obras de proyección a la comunidad del Barrio de Pachacamilla, las Madres Nazarenas cuentan con un amplio comedor que sirve para dar desayunos y almuerzos a niños y ancianos todo el año. En el segundo piso del mismo local, cuenta con consultorios para la atención médica y en el tercer piso se encuentra el Centro de Cómputo Antonia Lucía del Espíritu Santo, con muebles y equipos donados por la Décima Segunda Cuadrilla de la Hermandad del Señor de los Milagros de Nazarenas en el año de su Guardada 2001 y donde se imparten cursos de computación.

## Autoridades del monasterio
En la actualidad se definen las autoridades que rigen las funciones del Santuario como del Monasterio de la siguiente manera:
| Priora del Monasterio   | Hna. Rosa de Jesús                 |
| Vicaria del Monasterio  | Hna.                               |
| Secretaria del Consejo  | Hna. Hilda de la Virgen del Carmen |
| Capellán del Santuario  | Alfredo Amesti Sánchez OCD         |
| Sacristán del Santuario | Antonio Chu Sánchez                |
| Patrón de Andas         | José Antonio Vallarino Vinatea     |
| Sub Patrón de Andas     | Jorge Antonio Torreblanca Loza     |
| Sub Patrón de Andas     | Juan Francisco Aza                 |
| Directora del Museo     | Liliana Canessa Cavassa            |

## Galería

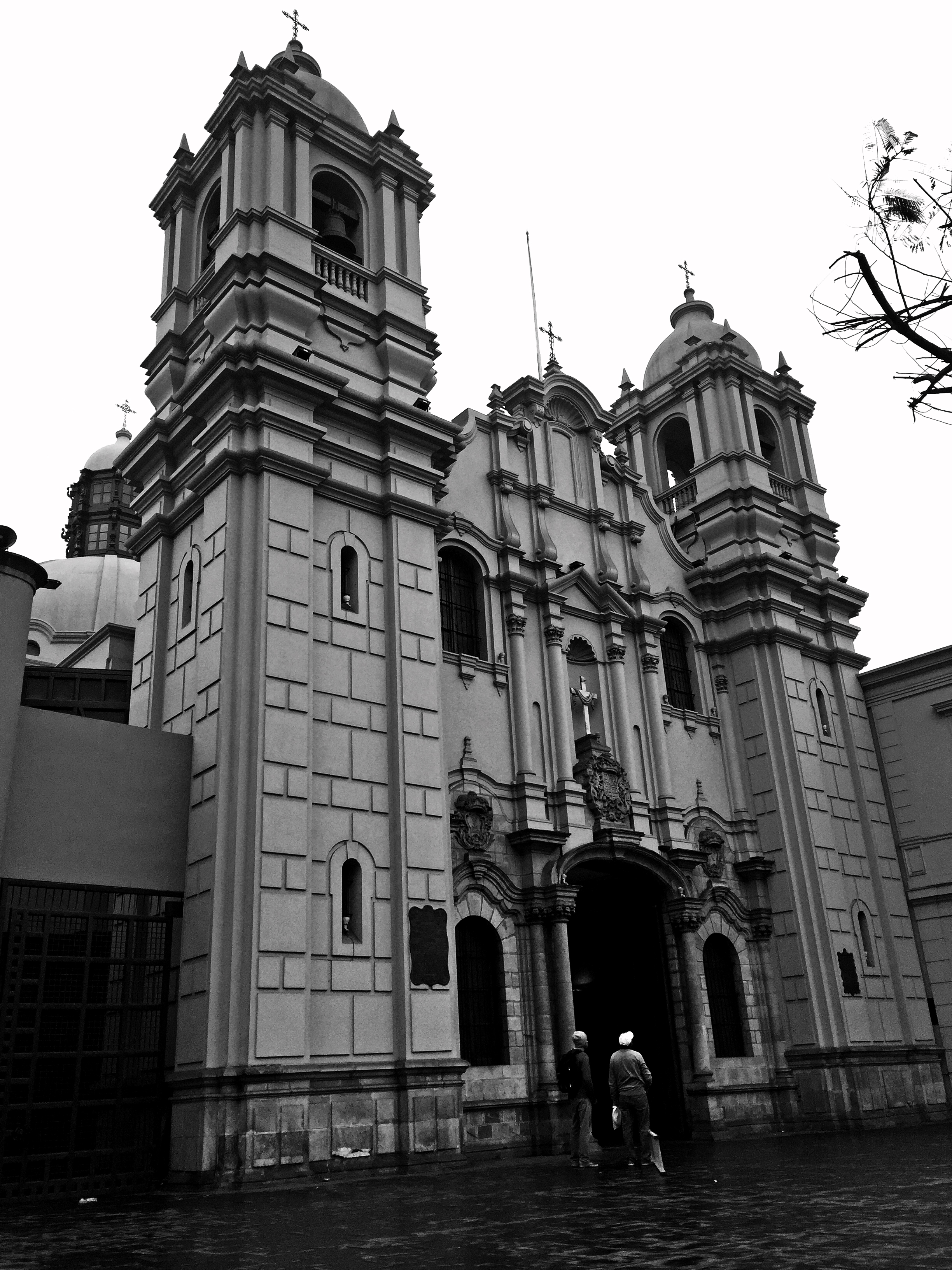
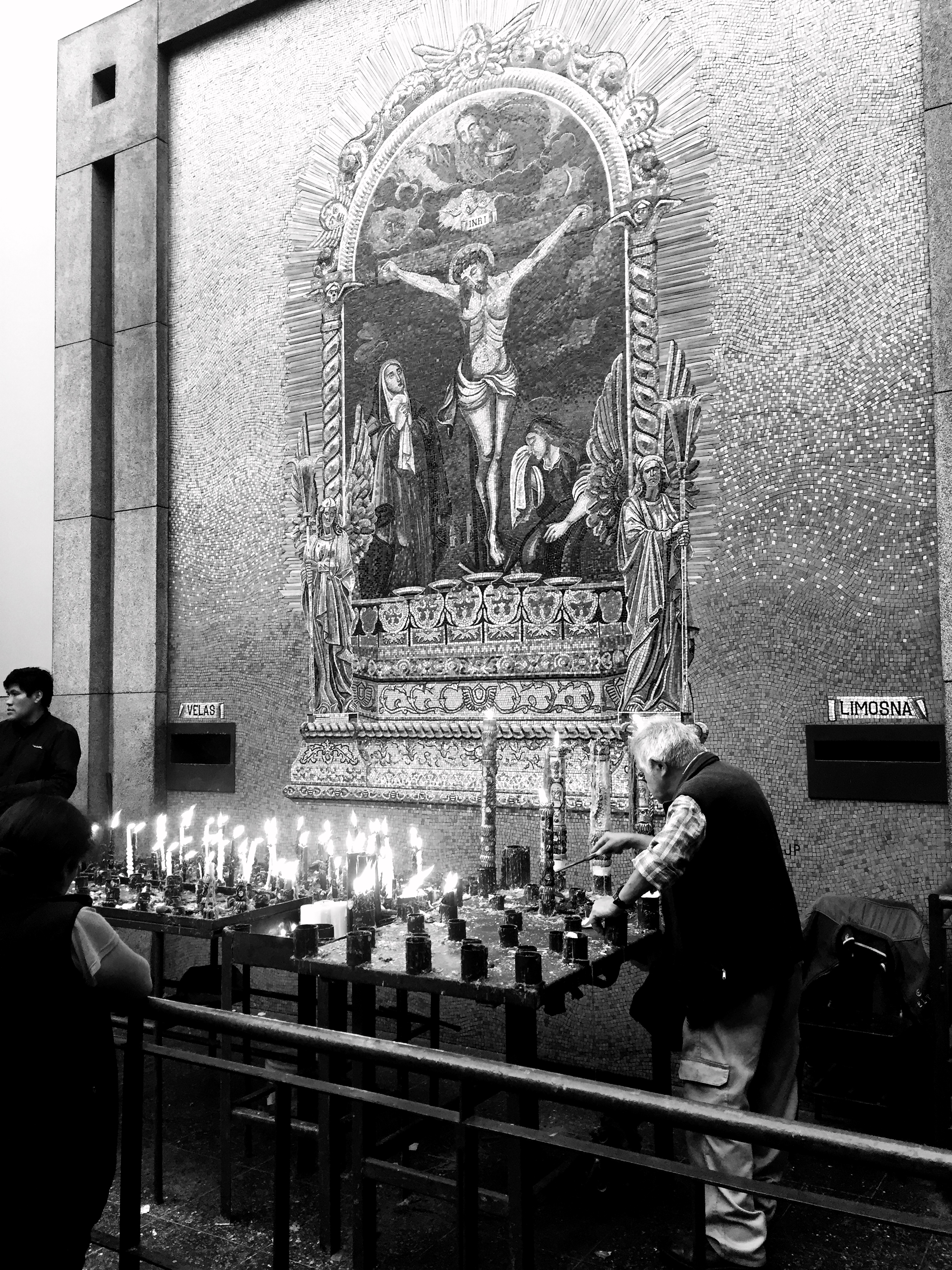
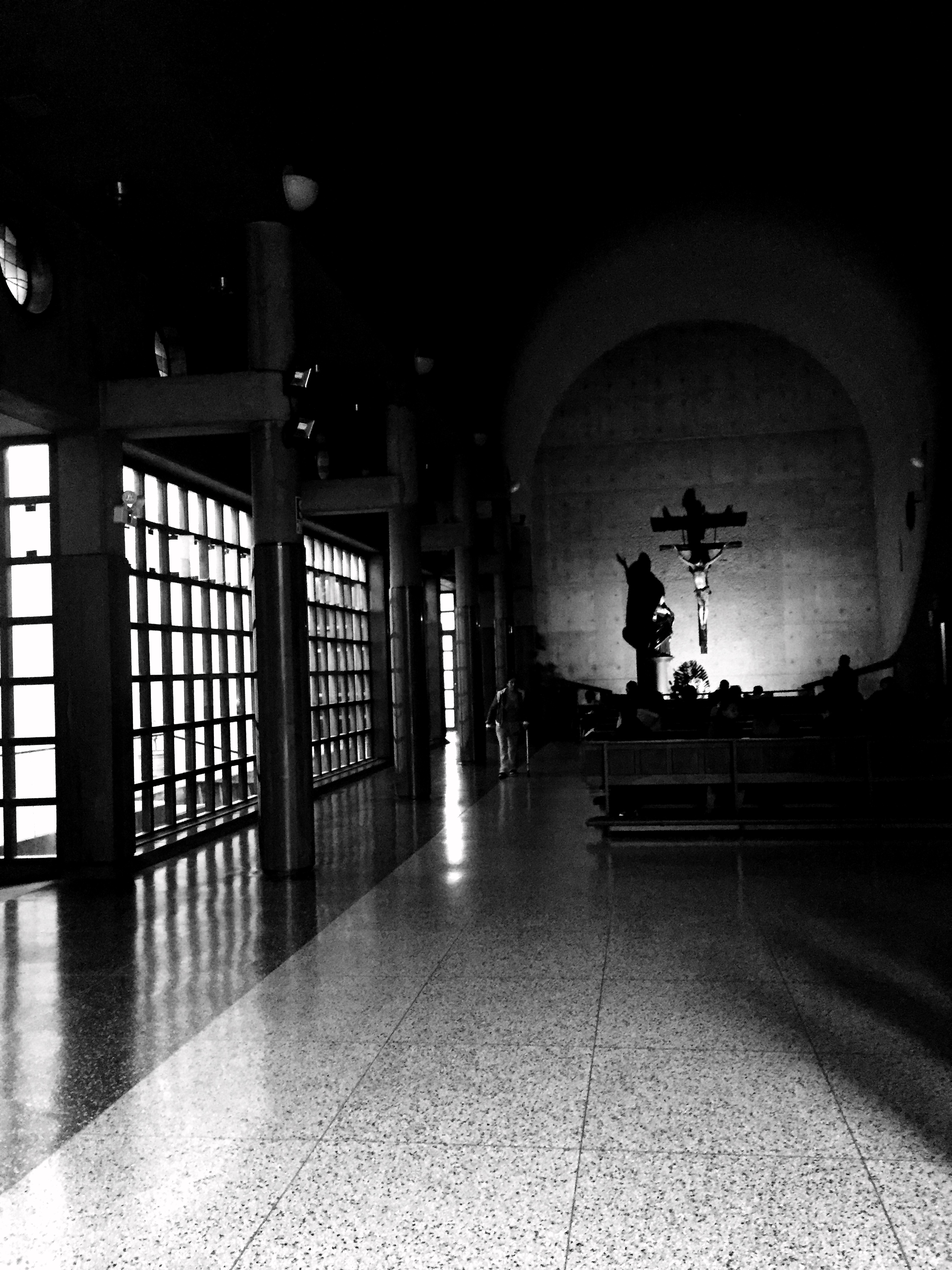
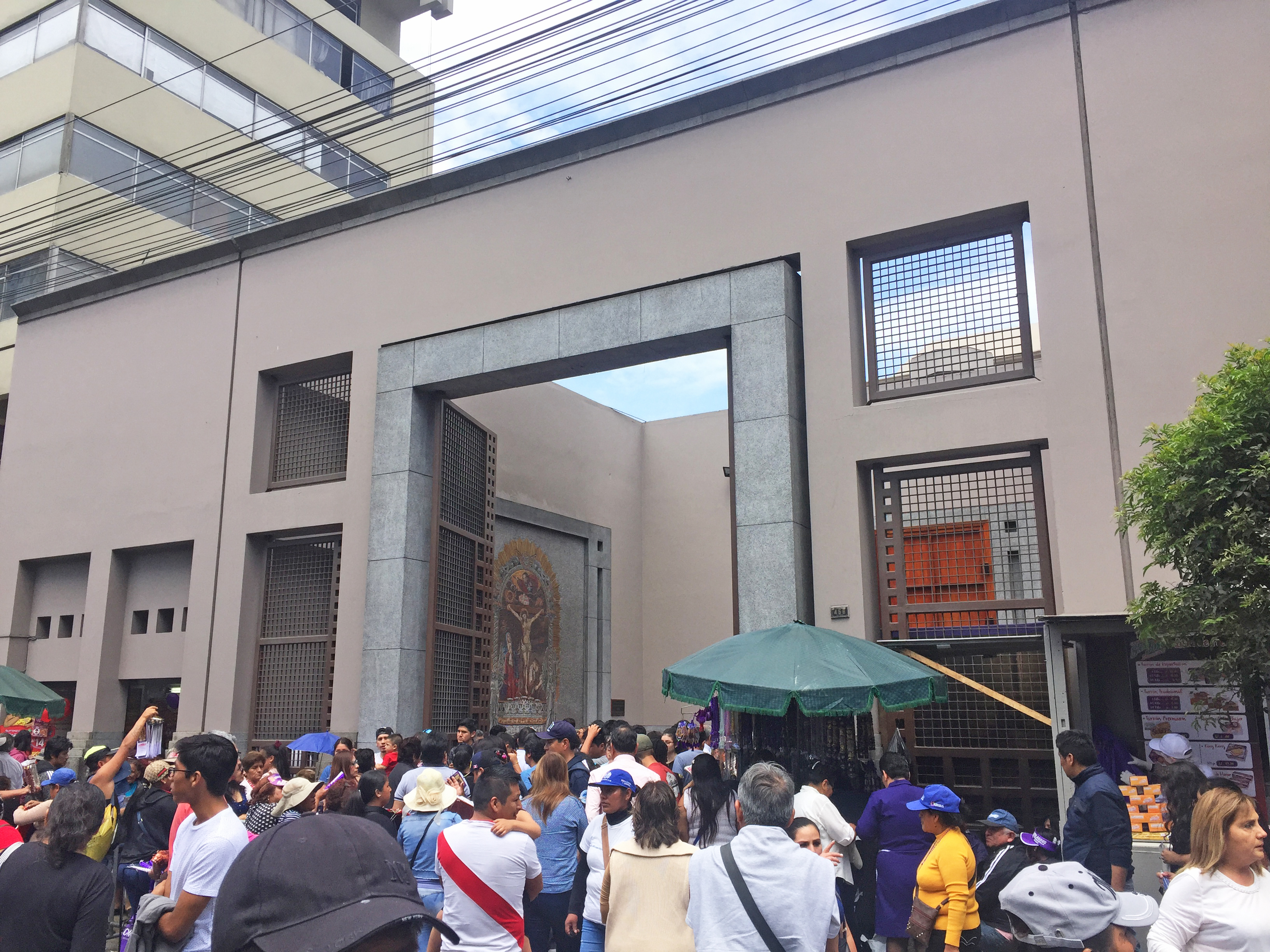
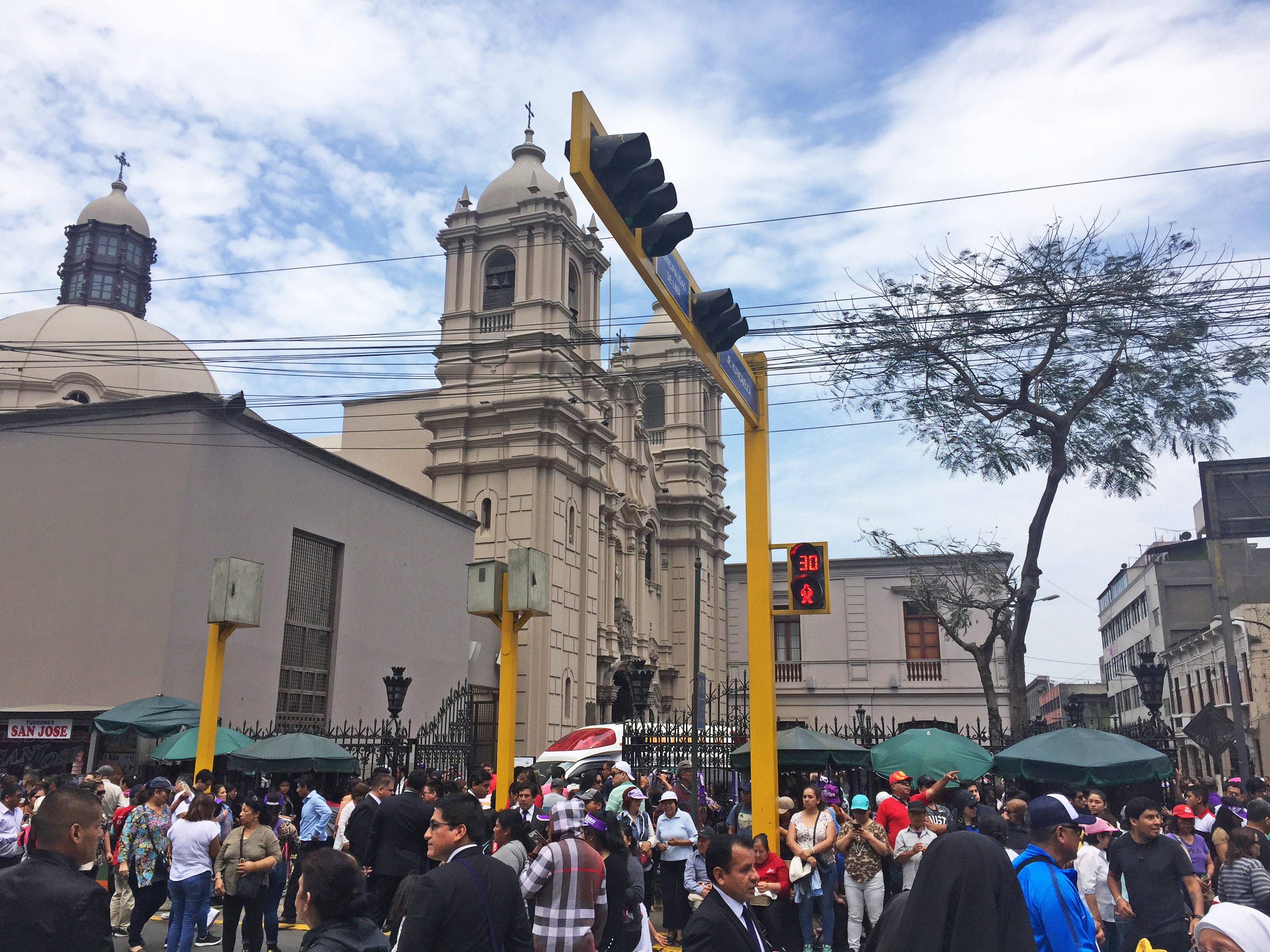